# Bakterielle Follikulitis des Hundes
Die Bakterielle Follikulitis des Hundes ist eine durch Bakterien hervorgerufene Erkrankung der obersten Schichten der Epidermis (Oberflächenpyodermie) beim Haushund, bei der es zu einer Entzündung der Haarfollikel (Follikulitis) kommt. Auslöser ist zumeist Staphylococcus pseudointermedius, im Regelfall tritt die Erkrankung nach Vorschädigungen der Haut durch Parasiten, Allergien, Verhornungsstörungen, endokrine Erkrankungen oder Traumata sowie nach andauernder Verschmutzung des Fells auf.
Die bakterielle Follikulitis zeigt sich zunächst mit kleinen Pusteln oder geröteten Papeln, in deren Zentrum sich ein Haar befindet. Später können Schuppenkränze (Colarettes), Krusten und Haarausfall auftreten. Die haarlosen Stellen können gut begrenzt sein oder sich mottenfraßartig über größere Bezirke erstrecken. Juckreiz ist zumeist nur mäßig ausgeprägt. Die Diagnose wird anhand einer zytologischen Untersuchung gestellt. Hierbei lassen sich zahlreiche Bakterien und intakte und degenerierte Neutrophile mit phagozytierten Bakterien nachweisen. Differentialdiagnostisch sind vor allem eine Malassezien-Dermatitis, eine Demodikose, eine Dermatophytose und ein Pemphigus foliaceus auszuschließen.
Die Behandlung erfolgt lokal (topisch) und/oder durch Gabe eines Antibiotikums. Antibiotika der ersten Wahl sind Cefalexin, Amoxicillin und Clindamycin. Ein Antibiogramm ist spätestens dann erforderlich, wenn nach zwei Wochen antibiotischer Therapie keine Besserung eintritt, wenn neue Veränderungen trotz Antibiose dazukommen oder wenn nicht nur Kokken, sondern auch intrazelluläre Stäbchen auftreten. Zur topischen Behandlung werden vor allem Mittel auf der Basis von Chlorhexidin oder von Polyhexanid eingesetzt.